# Confraternita di Maria Santissima del Monte Carmelo e della Misericordia Orazione e Morte
La Confraternita di Maria Santissima del Monte Carmelo e della Misericordia -Orazione e Morte- è una storica confraternita di Gallipoli, la cui sede si trova presso la Chiesa del Carmine situata nel centro storico della città.

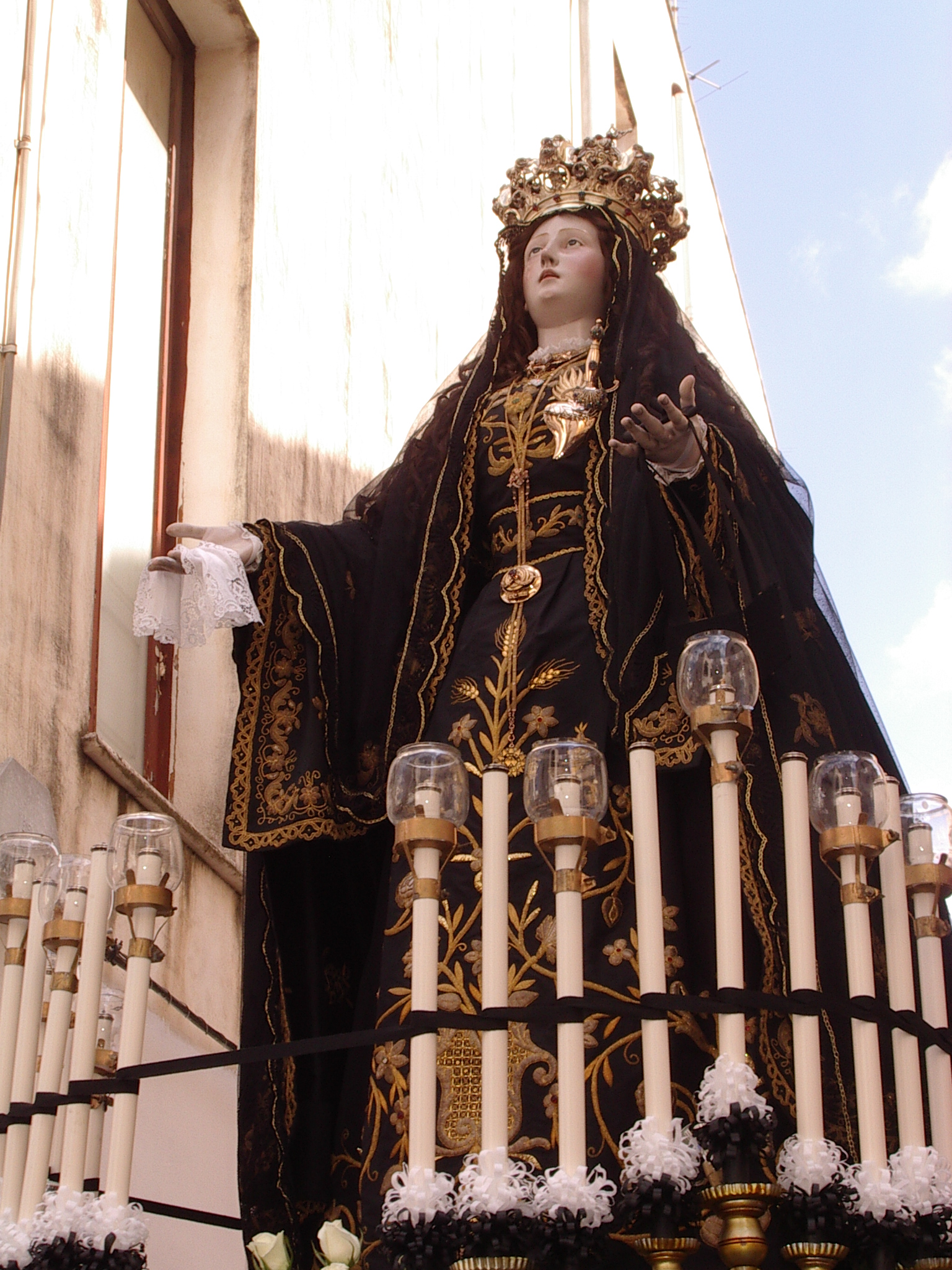
Addolorata della proprietà della Confraternita del Carmine, Gallipoli

## Confraternita della Madonna della Misericordia

Immagine storica della Processione dell'Addolorata a Gallipoli, organizzata dalla Confraternita di Maria Santissima del Monte Carmelo e della Misericordia Orazione e Morte. Al centro in abito corale l'allora vescovo Nicola Margiotta. In secondo piano si può notare il baldacchino sotto il quale è presente una stauroteca

L'antica Confraternita di “Santa Maria della Misericordia” operava nella Cappella dedicata alla “Addolorata e Misericordia”; vestiva il sacco, la mozzetta ed il cappuccio di colore nero ed era di antichissima istituzione. Questa Cappella era situata al piano terreno ove ora sorge l'attuale Chiesa del Carmine sulla Via De Pace nel centro storico. La Confraternita che vi operava annoverava tra i suoi iscritti tutto il patriziato gallipolino e aveva tra i suoi compiti principali quello di celebrare con ogni magnificenza la “Festa dell'Addolorata” nel venerdì della settimana di passione e quello di assumere a proprio carico le esequie dei cittadini poveri.
A partire dal 1480, in seguito all'assedio e all'occupazione della città da parte dei Veneziani e delle successive dominazioni, l'antico oratorio rimase abbandonato. Nel 1530 alcuni nobili gallipolitani, tra i quali Filippo D'Ospina, Francesco Mangalabeto e Giovanni Armellino Spiri, lo restaurarono e vi ristabilirono la confraternita. Il più antico documento in cui è attestata l'esistenza della chiesa è la visita pastorale del vescovo di Gallipoli, monsignor Pelegro Cybo.
Il verbale alla data del 4 settembre 1567 riporta la visita del vescovo alla cappella di Santa Maria della Misericordia, sita all'interno della città, presso la piazza civica. Nella chiesa si trovavano tre altari, l'altar maggiore in fondo, con dipinto della Santissima Pietà, l'altare sul lato nord dedicato a Santa Barbara e il terzo sul lato sud dedicato alla Concezione, ospitante una scultura della Vergine. La scultura è stata ritrovata nel sacello funebre della chiesa inferiore, sottoposto a restauro ed esposto quindi nella chiesa superiore in occasione del giubileo del 2000.
L'esistenza della confraternita è attestata anche nelle successive visite pastorali di monsignor Vincenzo Capace (1º marzo 1600).

## Confraternita della Beata Vergine del Monte Carmelo
Nel 1660 nella confraternita della misericordia era stato introdotto il culto della santissima Vergine del Monte Carmelo e la popolarità del culto indusse alla costruzione di una nuova chiesa sovrapposta alla precedente e dedicata a Maria Santissima del Monte Carmelo e dove officiava una distinta confraternita.
I confratelli del Carmine vestono sacco e cappuccio di tela bianca, mozzetta di seta bianca e sotto questa lo scapolare.
Nel 1770 in occasione della riforma di tutte le congregazioni laicali, le due confraternite vennero fuse in una sola. La nuova regola fu approvata il 31 dicembre 1776 e il 7 gennaio 1777 ebbe anche il "regio assenso". La nuova confraternita prese il nome di "Venerabile congregazione dell'opera della misericordia, orazione e morte sotto il titolo della beata Vergine del Carmine". Nel 1790 il titolo divenne "Confraternita della beata Vergine del Monte Carmelo sotto il titolo della Misericordia".

## Chiesa del Carmine
Con il passare del tempo il fabbricato inferiore mal sopportava il peso della Chiesa superiore, così come difficili erano i rapporti di vicinanza tra le due confinanti Confraternite. Nell'agosto dell'anno 1836 fu demolito il doppio fabbrico e cominciò la riedificazione dell'attuale chiesa del Carmine, aperta al culto il 5 aprile 1838, giovedì di Vigilia della Festa dei Dolori di Maria Santissima, sotto la pressione dei fedeli, e intitolata alla “Beata Vergine del Carmine” e la conseguente fusione delle due Confraternite sotto un unico titolo. Mentre nelle altre Confraternite aderivano i confratelli secondo corporazioni di mestiere, in questa Confraternita i confratelli confluivano perché spinti dalla devozione alla Madonna del Carmine e alla Madonna Addolorata, e solo per il culto particolare a San Crispino, alcuni artigiani calzolai; si rileva da un verbale in data 1º aprile 1824 “che nella Confraternita sono ben rappresentati i tre ceti sociali, cioè Galantuomini, Civili ed Artigiani”; ed è proprio dal patriziato gallipolino che provengono molti degli oggetti sacri più preziosi di cui oggi la Confraternita dispone.
L'ingresso avviene da un portale aperto sulla via. All'interno l'ingresso è costituito da una quadrata di circa 10 m per lato, coperta da una volta sorretta da quattro robuste colonne. Segue il presbiterio, profondo circa 5 m, fiancheggiato dal coro ligneo per i confratelli.
Sulla parete di fondo dell'altare maggiore si ammira una pala raffigurante la scena della Deposizione di Gesù dalla Croce, tradizionalmente attribuito a Antonio Ribera.
Sulla parete destra della chiesa si trova l'altare dedicato alla santissima Vergine del Monte Carmelo, che ospita una tela con la sua raffiguraziione. Sulla parete sinistra si trova l'altare con dipinto raffigurante l'Immacolata e Santa Lucia.

## Privilegi concessi
Nel corso dei secoli la Confraternita ha avuto nel tessuto sociale cittadino una grande importanza, avvalorata dai numerosi privilegi ottenuti nel tempo e gelosamente custoditi nel proprio archivio storico, dei quali si riportano quelli più significativi:
- 2 dicembre 1749: aggregazione all'Arciconfraternita "Orazione e morte" di Roma;
- 27 aprile 1757: autentica della Reliquia della Terra Santa, bagnata dal sangue del San Damaso I;
- 26 febbraio 1767: privilegio riconosciuto per le esequie della Misericordia;
- 28 marzo 1772: privilegio riconosciuto per il “Pellegrinaggio ai Sepolcri”, con relativo uso del cappello e del bordone da “pellegrino”;
- 31 dicembre 1776 - 7 gennaio 1777: regole di Fondazione, in pergamena, con Regio Assenso di Ferdinando IV;
- 13 febbraio 1779: regolamentazione per la precedenza nelle processioni e nei riti ("real dispaccio");
- 23 febbraio 1864: permesso governativo per la questua cittadina dell'Opera di misericordia;
- 14 gennaio 1870: concessione di indulgenze nelle festività della confraternita (bolla  di papa Pio IX);
- 29 maggio 2001: concessione di indulgenze in occasione dell'"Anno mariano carmelitano" (bolla di papa Giovanni Paolo II).

## Feste religiose
La festa in onore della titolare della confraternita, la beata Vergine Maria del Monte Carmelo si tiene il 16 luglio. Anticamente era solennizzata con l'allestimento di archi di trionfo nei pressi della chiesa, con processione, spari pirotecnici e musica. A conclusione dei festeggiamenti veniva assegnata una somma di denaro (orfanaggio) a una fanciulla, sorteggiata tra le più povere della città.
Santa Lucia vergine e martire, alla quale era già dedicato un altare nella vecchia chiesa, viene festeggiata con un triduo di preghiere e con la processione della vigilia, accompagnata dalla tradizionale “pastorale gallipolina”.
Il venerdì antecedente la Domenica delle Palme la confraternita celebra la "Memoria di Maria santissima Addolorata", preceduta dalla “Pia pratica dei sette venerdì”, alla quale segue un Solenne Settenario Predicato, e nel giovedì della Vigilia, “l'Ufficio delle Letture” ed il “Canto dei Vespri”. La processione parte alle ore 12 del quinto venerdì di quaresima per recarsi nella Basilica Concattedrale di Sant'Agata per la celebrazione del Solenne Pontificale presieduto dal vescovo della Diocesi. Accompagnata dal suono di tromba e tamburo il corteo è aperto dal "pennone" della confraternita, a cui segue la "Croce dei misteri della Passione", tradizionalmente portata da un sacerdote. Sfilano quindi i membri della confraternita e il clero cittadino con il vescovo, che precedono la statua lignea settecentesca dell'Addolorata, rivestita da un abito nero con ricami dorati e incoronata d'argento, e la reliquia del "sacro legno della Croce" sotto un baldacchino. Alla celebrazione segue l'esecuzione di brani musicali (marce funebri per la processione e ad anni alterni uno Stabat Mater o un oratorio con preludi per la messa), opera di autori locali e di proprietà della confraternita. La processione si avvia, poi, per il borgo della città, dove fa soste nelle chiese parrocchiali con ripetuta esecuzione dell'Oratorio Sacro per fare infine ritorno in serata nel centro storico. Attraversato il ponte seicentesco la Solenne Processione fa una sosta in corrispondenza del primo bastione della cinta muraria: il Simulacro di Maria troneggia, in un momento di intensa commozione e di suggestione collettiva, sullo splendido scenario del porto di Gallipoli. L'emozione si fa palpabile quando il Sacerdote benedice il mare con la reliquia del Sacro Legno della Croce: le sirene delle navi e delle imbarcazioni da pesca ormeggiate sembrano attraversare il cuore delle migliaia di persone che dalla sottostante banchina del porto attendono questo rito.
Durante i riti del giovedì santo dalla chiesa del Carmine coppie di confratelli, indossando l'abito ufficiale e con il cappello e il bordone, raggiungono le chiese della città per adorare l'Eucaristia, secondo un antico privilegio, e al loro rientro dalla chiesa parte una processione che di nuovo si reca in visita alle altre chiese della città.